# Главное, ребята, сердцем не стареть
«Главное, ребята, сердцем не стареть» — популярная песня композитора Александры Пахмутовой на стихи Сергея Гребенникова и Николая Добронравова, написанная в 1962 году. Входит в песенный цикл «Таёжные звёзды» (1962—1963).

## История
Главное, ребята, сердцем не стареть,

Песню, что придумали, до конца допеть.

В дальний путь собрались мы, а в этот край таёжный

Только самолётом можно долететь.

А ты улетающий вдаль самолёт

В сердце своем сбереги…

Под крылом самолета о чём-то поёт

Зелёное море тайги.
Песня «Главное, ребята, сердцем не стареть» была написана в 1962 году в Братске, во время творческой поездки Александры Пахмутовой, Сергея Гребенникова и Николая Добронравова, названной ими самими «В Сибирь, за песнями». Поездка была организована ЦК ВЛКСМ, и в ней также принимали участие молодые певцы Иосиф Кобзон и Виктор Кохно. По результатам поездки Пахмутовой, Гребенниковым и Добронравовым был написан песенный цикл «Таёжные звёзды» (1962—1963), в который, помимо «Главное, ребята…», также вошли песни «Девчонки танцуют на палубе», «ЛЭП-500», «Куба — любовь моя», «Марчук играет на гитаре» и другие.

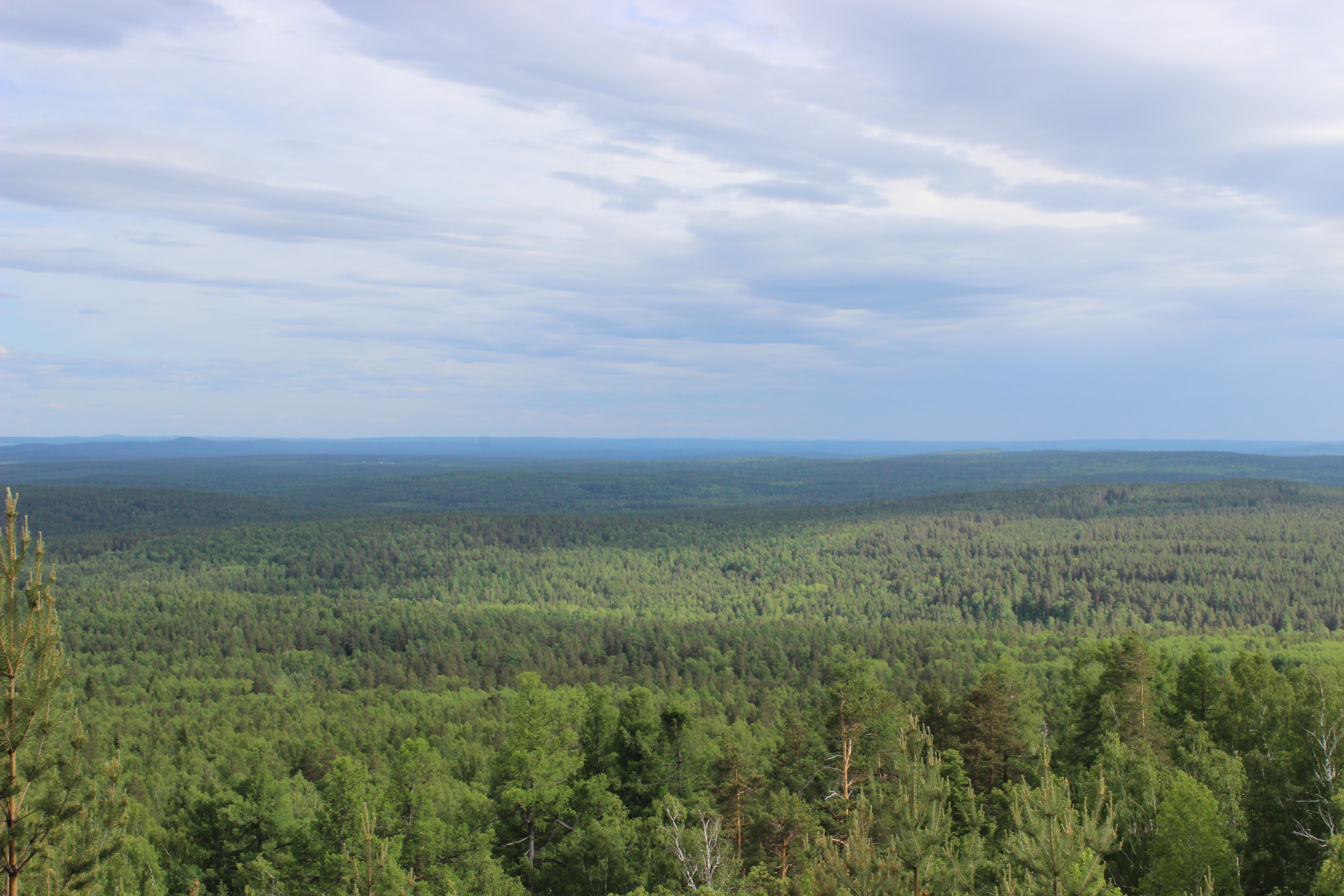
«Зелёное море тайги…»

Первыми исполнителями песни «Главное, ребята, сердцем не стареть» стали Лев Барашков, Борис Кузнецов и Лев Полосин. Впоследствии Лев Барашков часто выступал с этой песней, и она стала его «визитной карточкой». По признанию Александры Пахмутовой, лучше Барашкова, Кузнецова и Полосина эту песню никто не исполнял.
Песня приобрела широкую популярность. В 1960-х годах она считалась «своеобразным гимном комсомольцев». Впоследствии песня «Главное, ребята…» (или отрывки из неё) исполнялись в кинофильмах «Внимание, черепаха!» (1970, режиссёр Ролан Быков) и «Ирония судьбы, или С лёгким паром!» (1975, режиссёр Эльдар Рязанов). В фильме «Внимание, черепаха!» её вместе с детьми пела учительница пения Виктория Михайловна (актриса Зоя Фёдорова). В фильме «Ирония судьбы» отрывок из этой песни («Под крылом самолёта о чём-то поёт / Зелёное море тайги») исполняли пьяные друзья Женя (Андрей Мягков), Павлик (Александр Ширвиндт), Миша (Георгий Бурков) и Саша (Александр Белявский) во время своего предновогоднего похода в баню.

## Отзывы
Поэт Евгений Долматовский писал: «Не всё мне нравится в её тексте: мне кажется, что образ „зелёное море тайги“ несколько отягощается и даже разбивается предшествующими словами „о чём-то поёт“. Это тяжеловато для песни, трудно петь. Но вот я критикую, а песню между тем поют — значит, авторы правы».

## Исполнители
За свою историю, начиная с исполнения Льва Барашкова, Бориса Кузнецова и Льва Полосина, песня «Главное, ребята, сердцем не стареть» входила в репертуар многих известных певцов и певиц, таких как Лев Лещенко, Алла Абдалова, Иосиф Кобзон, Эдита Пьеха, Виталий Марков, Ренат Ибрагимов, Олег Газманов, Валерий Сюткин, Владимир Васильев и другие.